# Беки Кол
Ребека Дајана Томпсон (енгл. Rebecca Diane Thompson; Аделејд, 27. октобар 1972), познатија као Беки Кол (енгл. Beccy Cole), аустралијска је певачица, ауторка песама и мултинструменталиста. Током каријере објавила је десет студијских албума, по један уживо, видео и компилацијских албум. У периоду од децембра 2005. до јануара 2006. године певала је за Аустралијске одбрамбене снаге у Ираку, за које је снимила сингл Poster Girl (Wrong Side of the World) као знак подршке.
За рад на пољу музике добила је велики број награда, а у марту 2015. године објавила је аутобиографију под називом .

## Биографија
Рођена је као Ребека Дајана Томпсон 27. октобра 1972. године у Аделејду. Њена мајка Карол била је кантри певачица, а отац Џеф саксофониста у бенду Strangers. Похађала је основну школу „Блеквуд”. Када је имала четрнаест година почела је да пева у музичкој групи њене мајке под називом Wild Oats, а наступала је и самостално на фестивалима широм Јужне Аустралије. Поред мајке која ју је инспирисала да крене са музичком каријером, на Беки су у великој мери утицали Доли Партон и бенд The Eagles. Године 1991. приступила је кантри музичкој групи под називом Dead Ringer Band коју је предводио Бич Чемберс, а Беки је познавала његову ћерку Кејси Чејмберс, од средине 1989. године. Беки и Чемберс наступале су као дуо на музичком фестивалу у Порт Пирију, а до 1991. године певали су на улицама Тамворта. Као чланица бенда, Беки је свирала гитару, повремено бубњеве и била позадински и главни вокал.
Бекина кума била је певачица Ђина Џефриз. Била је удата за Мика Албека у периоду од 1998. до 1999. године са којим има сина, а тада је наступала као Ребека Дајана Албек. Песме са Бекиног другог студијског албума Wild at Heart говоре о њеном разводу, песма Lazy Bones о њеном браку. До августа 2004. године живела је у региону Централна обала у Новом Јужном Велсу, а од априла 2012. године Беки живи на Копакабани у Аустралији. У јулу 2013. године у ТВ емисији Аустралијска прича, Беки је признала да је лезбијка. У октобру 2013. године била је амбасадарока Фист фестивала који се одржао у Аделејду, а наредног месеца представила је своју емисију под називом .
У марту 2015. године објавила је аутобиографију под називом . Венчала се са певачицом Либи О'Донован 2. фебруара 2018. године

## Каријера

### 1993—2000:Почетак каријере и објављивање првог албума
По савету менаџера, Ребека Дајана Томпсон почела је да наступа под псеудонимом Беки Кол. У јануару 1993. године на Кантри музичким наградама Аустралије, освојила је награду Star Maker за изведбе песмама Just a Little Love Рибе Макентајер и Bushland Boogie Слима Дастија. Након што је освојила награду, позвана је да наступа на отварању концерта певачице Ђине Џефриз и спријатељила се са њом. Године 1993. Беки се преселила у Сиднеј одакле је наставила музичку каријеру и објавила сингл. Власници студија у којима је снимала Денис и Мартин Кас рекли су да јој песме које је писала нису довољно добре, па је Беки снимила песму Fooling' Around, коју је написао текстописац Марк Донахо. Сингл је био две недеље на другом месту Аустралијске листе синглова. Године 1994. године на додели Кантри музичких награда Аустралије, Беки је освојила награду „Златна гитара” као „Најбољи нови таленат” и потписала њен први уговор 1994. године. Касније исте године провела је четири месеца обилазећи удаљене заједнице где живе аустралијски староседеоци, на северу државе. Године 1995. имала је турнеју са Слим Дастијем, а након тога представљена је у документарном филму Doesn't Everyone Want a Golden Guitar, као и њена песма Take Me Home the Long Way која се појавила на истоименом саундтрек албуму. Беки је била позадински вокал на песмама за албум The Circle Game који су објавили Род Мекормак и Мик алберт, а на њему је гостовала и Ђина Џефриз.
Године 1996. Беки је потписала нови уговор са издавачком кућом Харвестоун рекордс, под окриљем Сони мјузика и почела да ради на њеном првом албуму. Албум је продуцирао Рок Мекормак, а Беки је објавила синглове Hearts Changing Hands и Rest in Pieces. Трећи албумски сингл под називом  објављен је касније, писао га је Чемберс, а за њега је објављен и видео спот. Дана 11. јула 1997. године објавила је албум под називом Beccy Cole и он је дебитовао на сто двадесет и другом месту листе АРИА албума у новембру исте године. Албум није доживео велики комерцијални успех, па Сони мјузик није понудио уговор за снимање другог албума певачици. Након тога, Беки се удала за Мика Албека крајем 1997. године, добили су сина 2. марта 1999. године, а развели се током исте године. Током 1999. Беки је започела музичку турнеју са Дареном Коганом, бендом Фелицити и Адамом Харвејом као супергрупа Young Stars of Country.

### 2001—2005: Афирмисање на сцени
Други студијски албум Беки под називом  објављен је 15. јануара 2001. године, а на њему се налази дванаест песама, укључујући сингл This Heart који је објављен 2000. године. Албум је био на четвртом месту АРИА кантри листе музичких албума. На албуму су учествовали Чембери и Џефри на вокалима, Мекормак на гитари и клавијатури и Хармонд на огруљама, бенџу, мандолини, пратећим вокалима и на продукцији албума. Новинарка Катрин Лубли за новине The Sydney Morning Herald дала је негативне критике за албум Колове. На АРИА додели музичких награда за 2001. годину, албум је добио номинацију у категорији за „Најбољи кантри албум”. У новембру 2002. године албум је поново објављен са пет бонус трака, укључујући и сингл Life Goes On. Наступи промоције албума праћени су гитаром, бас гитаром, бубњевима и клавиром. У децембру 2003. године Wild at Heart добио је златни сертификат у Аустралији.
Дана 20. јануара 2003. године Беки је објавила албум Little Victories који је био међу тридесет најбољих на АРИА листи музичких албума и четврти на листи Кантри албума Аустралије. Продуцирао га је Мекормак који је учествовао и као инструменталиста на песмама албума. Крајем 2003. године албум је био османаести на листи Кантри албума Аустралије. Беки је поново снимила осам песама са албума заједно са Тамаром Слопер. На АРИА додели музичких награда за 2003. годину, албум је номинован за „Најбољи кантри албум у Аустралији”. У децембру 2005. године додељен му је златни сертификат.
Дана 2. августа 2004. године Беки је објавила видео албум под називом Just a Girl Singe који садржи интервјуе, музичке спотове и снимке са њених концерата. Албум је продуцирао Линдзеј Фразер, а он се нашао на шестом месту АРИА видео албума. Након тога Беки је објавила сингл под називом . Албум Feel This Free Беки је објавила 11. априла 2005. године и на њему се налази шестанест песама, укључујући два сингла. Албум се нашао међу сто најбољих на АРИА листи АЛБУМА и на трећем месту листе АРИА кантри албума.

### 2006—2009: Објављивање нових синглова и оснивање групе
Током сезоне фестивала у периоду од децембра 2005. и јануара 2006. године, Кол је учествовала у серији концерата под називом Tour de Force који су одржани у Ираку и широм Блиског истока, како би подржали Аустралијске одбрамбене снаге које су учествовале у војној операцији „Катализатор”. Након што се вратила у Аустралију, Беки је добила неколико писама обожаваоца који су се противили њеним наступима за војску и изјавили да је више неће слушати. У мају 2006. године Беки је објавила сингл под називом Poster Girl (Wrong Side of the World) у знак подршке аустралијској војсци, али не како би подржала рату у Ираку. Истог месеца поново је објавила албум Feel This Free са бонус песмама за Ворнер брос рекордс. У јануару 2007. године на 35. доделама Кантри музичких наград Аустралија, Беки је освојила три „Златне гитаре” за „Најбољу музичарку године”, „Најбољи сингл године” и „Најбољу песму године”, за песму Poster Girl (Wrong Side of the World). Дана 17. марта 2007. године појавила се у РоКвизу, где је извела песму Rockabilly Fever и дует са певачем Дизелом A Good Year for the Roses.
Дана 12. октобра 2007. године Беки је објавила први албум уживо под називом . Продужена верзија албума укључује DVD са седам наступа уживо и документарни филм направљен од снимака пре наступа. Године 2007. заједно са Ђином Џефриз и Сторером, Беки је основала бенд Songbirds, који је објавио уживо концерни филм под називом Songbirds: You've Got a Friend, снимљен је на Феситвалу кантри музике у Тамворту, 22. јануара 2009. године, а објављен на DVD формату под окриљем ЕМИ компаније.. Филму је додељен златни сертификат у Аустралији 2009. године.

### 2010—данас: Наставак каријере
Дана 3. септембра 2010. године Беки је објавила кавер албум под називом Preloved, а он је био на четрдесетом месту АРИА листе албума. Албум укључује песме Only Love Can Break Your Heart Нела Јанга, It's Only the Beginning Деборе Конвеј и песму (You're So Square) Baby I Don't Care Џери Лејбера и Мајка Столера. Песму Доли Партон Here You Come Again Беки је такође обрадила и она је била водећи албумски сингл.
Бекин шести студијски албум под називом  објављен је 30. септембра 2011. године и био је двадесет и четврти на АРИА листи албума. Албум је продуцирао Шејн Николснон. На АРИА музичким наградама за 2012. годиене, албум Songs & Pictures номинован је у категорији за „Најбољи кантри албум”. У мају 2013. године Беки је објавила први компилацијски албум под називом . Певачица је албум промовисала на музичкој турнеји у Аустралији, а током концерата позивала је амбициозне извођаче да изводе њене песме на позорници. Дана 7. новембра 2014. године објавила је албум Great Women of Country заједно са Мелиндом Шнајдер. У априлу 2015. године објавила је албум Sweet Rebecca који је такође продуцирао Шејн Николсон. На албуму се налази дванаест песама, укључујући синглове  и . Заједно са Адамом Харвијем, Беки је 28. априла 2017. године објавила албум The Great Country Songbook Volume 2 за Сони мјузик. Албум је био на другом месту АРИА листе албума и додељен му је платинумски сертификат у Аустралији. Десети студијски албум под називом Lioness, Беки је објавила 24. августа 2018. године, а на њему се налази дванаест песама укључујући један сингл.

## Дискографија

### Студијски албуми
| 1997                                                                                | - Датум објављивања: 11. јул 1997. - Издавачка кућа: Харвестмен рекордс / Јуниверзал мјузик Аустралија                       | 122 | 12 |               |
| 2001                                                                                | - Датум објављивања: 15. јануар 2001. - Издавачка кућа : АБС / Јуниверзал мјузик Аустралија                                  | 82  | 2  | - АУС: златни |
| 2003                                                                                | - Датум објављивања: 20. јануар 2003. - Издавачка кућа: АБС / Јуниверзал мјузик Аустралија                                   | 29  | 4  | - АУС: златни |
| 2005                                                                                | - Датум објављивања: 11. април 2005. - Издавачка кућа: АБС / Јуниверзал мјузик Аустралија (1777806)                          | 66  | 3  |               |
| 2010                                                                                | - Датум објављивања: 3. септембар 2010. - Издавачка кућа: Сони мјузик Аустралија - Кавер албум                               | 32  | 3  |               |
| 2011                                                                                | - Датум објављивања: 30. септембар 2011. - Издавачка кућа: Беки Кол мјузик / АБС                                             | 24  | 4  |               |
| 2014                                                                                |Great Women of Country (са Мелиндом Шнајдер) - Датум објављивања: 7. новембар 2014. - Издавачка кућа: Беки Кол мјузик / АБС (4701407) - Кавер албум | 9   | 1  |               |
| 2015                                                                                | - Датум објављивања: 10. април 2015. - Издавачка кућа: Беки Кол мјузик / АБС (4722645)                                       | 19  | 2  |               |
| 2017                                                                                |The Great Country Songbook Volume 2 (са Адамом Харвијем) - Датум објављивања: 28. април 2017. - Издавачка кућа: Сони мјузик (88985410882)                        | 6   | 1  |               |
| 2018                                                                                | - Датум објављивања: 24. август 2018. - Издавачка кућа: Беки Кол мјузик / АБС (6787299)                                      | 31  | 5  |               |
| „—” означава издања која нису била на листама или нису била објављена у тој држави. | |     |    |               |

### Уживо албуми
| 2007                                                                                | - Датум објављивања: 12. октобар 2007. - Издавачка кућа: Беки Кол мјузик / АБС | 63 | 9 |  |
| „—” означава издања која нису била на листама или нису била објављена у тој држави. |                                                                                |    |   |  |

### Компилацијски албуми
| 2013                                                                                | - Датум објављивања: 17. мај 2013. - Издавачка кућа: Ambition Entertainment / EMI |  | 25 |  |
| „—” означава издања која нису била на листама или нису била објављена у тој држави. |                                                                                   |  |    |  |

### Видео албуми
- Just a Girl Singer (2. август 2004) АБС Кантри / Јуниверзал мјузик [30]